# Laneuville-sur-Meuse
Laneuville-sur-Meuse är en kommun i departementet Meuse i regionen Grand Est (tidigare regionen Lorraine) i nordöstra Frankrike. Kommunen ligger i kantonen Stenay som tillhör arrondissementet Verdun. År 2022 hade Laneuville-sur-Meuse 446 invånare.

## Befolkningsutveckling
Antalet invånare i kommunen Laneuville-sur-Meuse
| Referens: INSEE |